# Leo Rozentalis
Leo Rozentalis (* 1937) ist ein litauischer Schachspieler. Er spielt auch Fernschach. Seit 1994 trägt Leo Rozentalis den Titel „Internationaler Fernschachmeister“ (IM). Die Norm des IM erfüllte Rozentalis bei der 18. Weltmeisterschaft WC18/SF4 (1989–1995), in der 4. Semifinale. 1992 betrug seine Fernschach-Elo-Zahl 2417.

## Leben
Leo Rozentalis stammt aus einer litauisch-jüdischen Familie. Sie lebte in Kaunas. Sein Vater Šmuelis Rozentalis war Lehrer am Scholem-Alejchem-Gymnasium und arbeitete in einer Brigade, die die Ziegelei in Sargėnai der Stadtgemeinde Kaunas bediente. Beim Zweiten Weltkrieg lebte die Rozentalis-Familie im Ghetto Kauen.
Nachdem sich die Sprüche über die Liquidierung im Ghetto verbreiteten, beschloss Š. Rozentalis, seinen minderjährigen Sohn Leo vom Ghetto zu retten. Er fragte den Bauern Petras Macijauskas, der im Rožių-Dorf am IX fortas lebte, ob dieser den Jungen mitnehmen könnte. Macijauskas zögerte nicht und vereinbarte, einen sicheren Unterschlupf zu bauen. Um Leo kümmerte sich nicht nur Petras Macijauskas, sondern die ganze Familie: seine Töchter Violeta und Liudvika sowie die Söhne Zenonas und Robertas. Bei Macijauskas fanden die Zuflucht auch weitere vier Juden. Die Heimstätte wurde von der Gestapo erfolglos durchgesucht. Bald wurde das Haus nochmals von der lokalen Polizei wiederholt durchgesucht. Petras Macijauskas wurde verhaftet und gequält, bestritt aber alle Vorwürfe. Schließlich wurde er frei. Getrennt befragte Kinder verrieten das Geheimnis nicht. Leo wurde von 1943 bis zum August 1944 von der Macijauskas-Familie (jetzt Gerechten unter den Völkern) versteckt und erfolgreich gerettet.
Rozentalis lebt in Vilnius.